# Sauviat
Sauviat är en kommun i departementet Puy-de-Dôme i regionen Auvergne-Rhône-Alpes i centrala Frankrike. Kommunen ligger i kantonen Courpière som tillhör arrondissementet Thiers. År 2022 hade Sauviat 587 invånare.

## Befolkningsutveckling
Antalet invånare i kommunen Sauviat
| Referens: INSEE |